# Mycetophila sequestra
Mycetophila sequestra is een muggensoort uit de familie van de paddenstoelmuggen (Mycetophilidae). De wetenschappelijke naam van de soort is voor het eerst geldig gepubliceerd in 1976 door Plassmann.